# Copa espanyola d'hoquei sobre patins femenina 2020
La Copa de la Reina 2020 fou la quinzena edició de la Copa espanyola d'hoquei sobre patins. Tenia previst celebrar-se des del 19 fins al 22 de març de 2020 al Pazo dos Deportes de Riazor de la Corunya. A causa de l'esclat de la pandèmia del COVID-19 i els protocols de sanitat i prevenció de contagi públic, la competició fou ajornada sine die per la Federació Espanyola de Patinatge i, posteriorment, cancel·lada, S'acordà que la següent edició de la Copa de la Reina se celebrés a la mateixa ciutat. Es classificaren per a disputar la competició els primers vuit equips de la primera volta de l'OK Lliga, essent caps de sèrie els quatre primers classificats.
El 30 de gener s'efectuà el sorteig de les eliminatòries, acte que fou presentat per l'actor gallec Xosé Antonio Touriñán i comptà amb la presència del secretari general per a l'esport de la Xunta de Galícia, José Ramon Lete, el conseller d'esport de la Corunya, Juan Ignacio Borrego, i el president de la RFEP, Carmelo Paniagua, entre altres personalitats.

## Clubs participants
- Club Patín Alcorcón
- Club Hoquei Patí Bigues i Riells
- Cerdanyola Club d'Hoquei
- Club Patí Manlleu Magic Studio
- Generali Hoquei Club Palau de Plegamans
- Telecable Hockey Club
- Club Patí Vila-sana
- Club Patí Voltregà Stern Motor

## Competició

### Quadre de competició
Els horaris definitius dels partits foren anunciats oficialment el 13 de febrer.
|  | Quarts de final      | Quarts de final |                      |  | Semifinals | Semifinals |  |  | Final | Final |
|  |                      |                 |                      |  |            |            |  |  |       |       |
|  | 19 de març 15:00 CET |                 |                      |  |            |            |  |  |       |       |
|  |                      |                 |                      |  |            |            |  |  |       |       |
|  | Telecable HC         |                 |                      |  |            |            |  |  |       |       |
|  | 21 de març 12:00 CET |                 |                      |  |            |            |  |  |       |       |
|  | CHP Bigues i Riells  |                 |                      |  |            |            |  |  |       |       |
|  |                      |                 |                      |  |            |            |  |  |       |       |
|  | 19 de març 19:00 CET |                 |                      |  |            |            |  |  |       |       |
|  |                      |                 |                      |  |            |            |  |  |       |       |
|  | CP Manlleu           |                 |                      |  |            |            |  |  |       |       |
|  |                      |                 | 22 de març 16:00 CET |  |            |            |  |  |       |       |
|  | CP Voltregà          |                 |                      |  |            |            |  |  |       |       |
|  |                      |                 |                      |  |            |            |  |  |       |       |
|  | 20 de març 15:00 CET |                 |                      |  |            |            |  |  |       |       |
|  |                      |                 |                      |  |            |            |  |  |       |       |
|  | Generali HC Palau    |                 |                      |  |            |            |  |  |       |       |
|  | 21 de març 14:15 CET |                 |                      |  |            |            |  |  |       |       |
|  | CP Alcorcón          |                 |                      |  |            |            |  |  |       |       |
|  |                      |                 |                      |  |            |            |  |  |       |       |
|  | 20 de març 19:00 CET |                 |                      |  |            |            |  |  |       |       |
|  |                      |                 |                      |  |            |            |  |  |       |       |
|  | Cerdanyola CH        |                 |                      |  |            |            |  |  |       |       |
|  |                      |                 |                      |  |            |            |  |  |       |       |
|  | CP Vila-sana         |                 |                      |  |            |            |  |  |       |       |
|  |                      |                 |                      |  |            |            |  |  |       |       |

### Quarts de final
| 19 de març de 2020          | Telecable HC | vs. | CHP Bigues i Riells | A Coruña                    |  |
| 15:00 CET Quarts de final 2 |              |     |                     | Pazo dos Deportes de Riazor |  |

| 19 de març de 2020          | CP Manlleu Magic Studio | vs. | CP Voltragà Stern-Motor | A Coruña                    |  |
| 19:00 CET Quarts de final 2 |                         |     |                         | Pazo dos Deportes de Riazor |  |

| 20 de març de 2020          | Generali HC Palau | vs. | CP Alcorcón | A Coruña                    |  |
| 15:00 CET Quarts de final 3 |                   |     |             | Pazo dos Deportes de Riazor |  |

| 20 de març de 2020          | Cerdanyola CH | vs. | CP Vila-sana | A Coruña                    |  |
| 19:00 CET Quarts de final 4 |               |     |              | Pazo dos Deportes de Riazor |  |

### Semifinals
| 21 de març de 2020    | Semifinalista 1 | vs. | Semifinalista 2 | A Coruña                    |  |
| 12:00 CET Semifinal 1 |                 |     |                 | Pazo dos Deportes de Riazor |  |

| 21 de març de 2020    | Semifinalista 3 | vs. | Semifinalista 4 | A Coruña                    |  |
| 14:15 CET Semifinal 2 |                 |     |                 | Pazo dos Deportes de Riazor |  |

### Final
| Finalista 1 | vs. | Finalista 2 |
| ----------- | --- | ----------- |
|             |     |             |

Pazo dos Deportes de Riazor, A Coruña